# Myrmecophantes fumibasis
Myrmecophantes fumibasis là một loài bướm đêm trong họ Geometridae.